# ハンリーラ
『ハンリーラ』は、1986年6月21日にフォーライフ・レコードより発売された、堀内孝雄と倉橋ルイ子の楽曲。

## 概要
表題曲は、テレビ朝日系『欽ちゃんのどこまでやるの!』のテーマソングとしてエンドロールが流れる際に流され、番組内でも歌われている。女優の中野良子が本作の詞の原作を手掛けたことも当時話題になった。堀内も倉橋もフォーライフに所属していなかったが、本作に限りそれぞれが所属する発売元とは異なっている。

## 収録曲
全作曲：堀内孝雄

### Side:A
1. ハンリーラ　-（4分18秒）
  - 作詞：岩谷時子（原作：中野良子）　編曲：星吉昭

### Side:B
1. 涙をすてる街　-（5分28秒）
  - 作詞：康珍化　編曲：徳武弘文